# Dorfkirche Peckatel
Die Dorfkirche von Peckatel in der Gemeinde Plate in Mecklenburg-Vorpommern gilt als kleinste Fachwerkkirche Mecklenburgs. Sie ist im Jahr 1692 gebaut worden. Im Osten ist sie dreiseitig geschlossen. Im Westen ist ein niedriger, verbretterter Holzturm mit Satteldach angebaut. Die Bretter sollen aus dem Holz des Vorgängerbaus gewonnen worden sein. Die Dachdeckung besteht aus Biberschwänzen in Kronendeckung. Die Kirche ist von einem mit alten Bäumen bestandenen Dorfanger umgeben, der vormals ein Friedhof war. Sie gehört heute zur Kirchengemeinde Plate, zusammen mit Banzkow, Consrade und Plate. Die Kirchengemeinde gehört zur Propstei Wismar im Kirchenkreis Mecklenburg der Evangelisch-Lutherischen Kirche in Norddeutschland.

## Baugeschichte

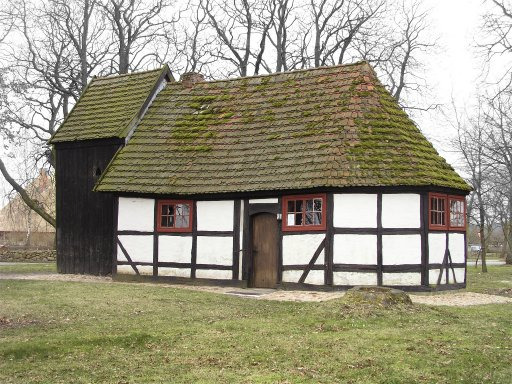
Kirche in Peckatel im Jahr 2007

1509 wurde erstmals eine für Taufen und Beerdigungen benutzte Kapelle mit zwei Glocken in Peckatel urkundlich erwähnt. Nach der Einführung der Reformation diente sie als Filiale der Kirche in Plate. Diese Kapelle bestand vermutlich schon seit dem 14. Jahrhundert und wurde während des Dreißigjährigen Krieges zerstört.
Nach Dorotheus Graf Rothkirch ist es verbürgt, dass die heute noch bestehende Kapelle im Jahr 1692 gebaut wurde. Ursprünglich waren die gesamten Wände einschließlich der Fachwerkbalken weiß getüncht. Außer einem Altar fehlte jegliche Ausstattung. Erst Pastor Christian Aeschen (1681–1751) entwarf den heutigen Altar und die Kanzel mit dem Beichtstuhl. Nach 1718 erstellte der Peckateler Zimmermann Stahl die von Aeschen entworfene Ausstattung. Außer zu Amtshandlungen wurde die Kirche nur am Buß- und Bettag genutzt.
Die zunehmend verfallende Kapelle wurde 1934 und 1948 notdürftig repariert, ohne die Ursachen des Verfalls zu beseitigen. 1970–1971 fand eine nachhaltige Sanierung des Gebäudes statt. Das durchfeuchtete Fundament wurde freigelegt und durch einen Betonstreifen ersetzt, das Niveau des umgebenden Bodens wurde abgesenkt. Dabei entfernte man die unteren, verrotteten Teile des Fachwerks bis zu einer Höhe von 40 cm. Durch die Baumaßnahmen verlor der Innenraum an Höhe. Teile von Altar und Kanzel mussten daher oben bzw. unten gekürzt werden.
1995 wurde eine elektrische Sitzheizung eingebaut. Da seit 1996 monatliche Gottesdienste stattfanden, bezeichnet man die ehemalige Kapelle jetzt als Dorfkirche.
2005 und 2006 erfolgte die umfassende Restaurierung der Innenausstattung.

## Innenausstattung

### Kanzel und Beichtstuhl
Die von Pastor Aeschen und Zimmermann Stahl im 18. Jahrhundert geschaffene Kanzel und der Beichtstuhl bilden eine zusammenhängende Einheit. In den Füllungen der Beichtstuhlwand befinden sich zwei Bilder, darüber die zugehörigen Bibelzitate.
Das linke Bild zeigt Mose mit den Gesetzestafeln am Berg Sinai. Der Text darüber lautet: „Verflucht sei, wer nicht alle Worte dieses Gesetzes erfüllt, dass er darnach tue“ (5. Mose 27, 11-26)

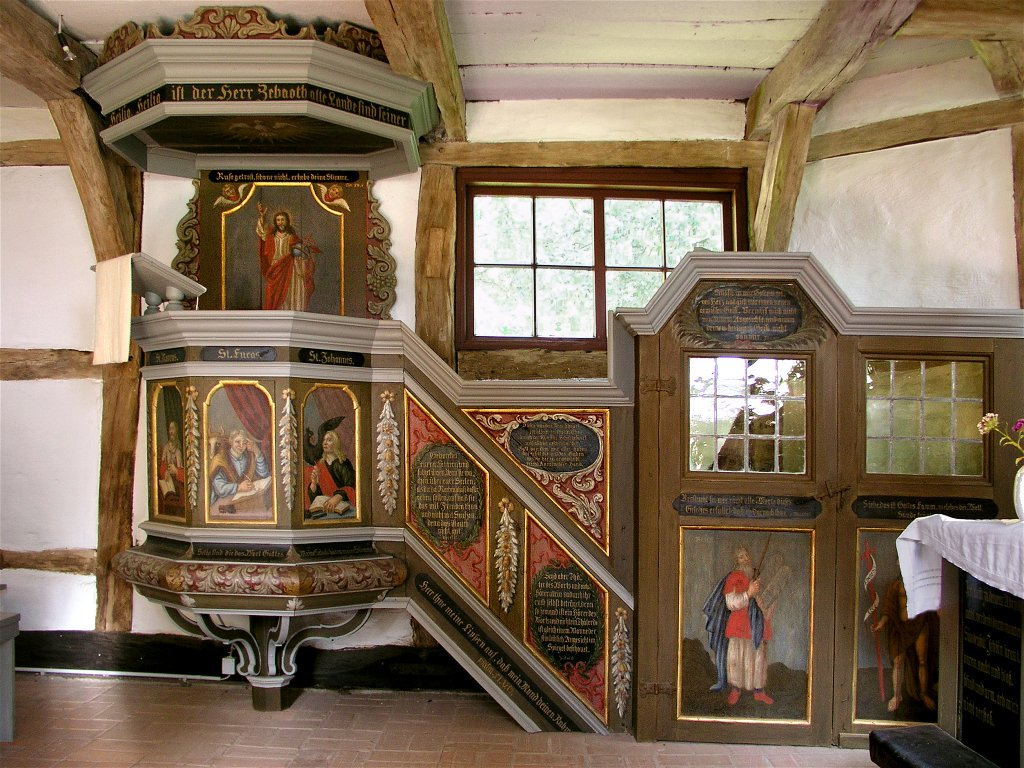
Dorfkirche Peckatel – Kanzel mit Beichtstuhl

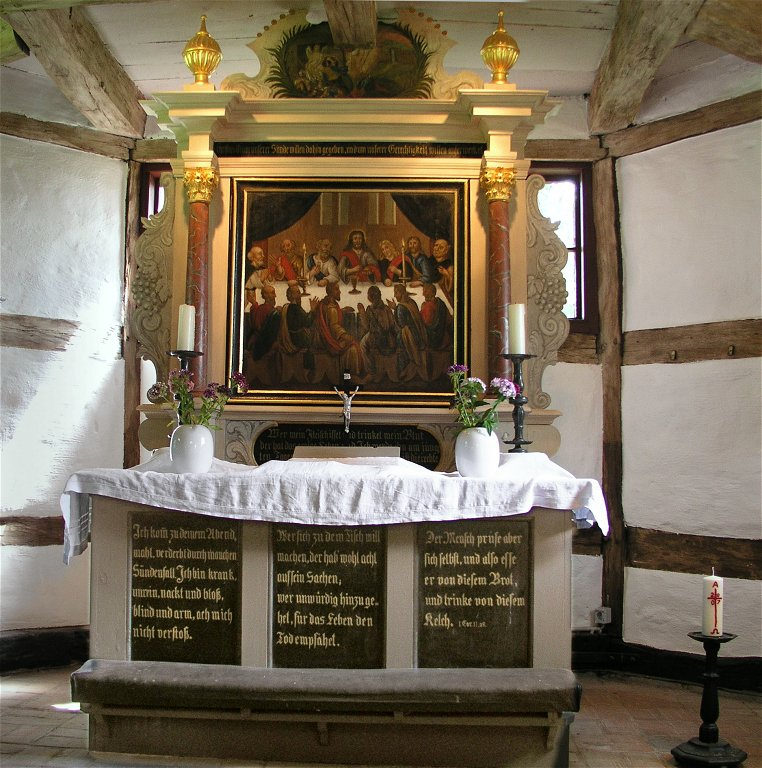
Dorfkirche Peckatel – Altar

Das rechte Bild zeigt Johannes den Täufer mit dem Christuslamm. Darüber steht der Text: „Siehe das ist Gottes Lamm, welches der Welt Sünde trägt.“ (Johannes 1,15-29)
Weitere Felder mit Sprüchen sieht man über der Tür und am Treppenaufgang zur Kanzel, außer Bibelzitaten auch ein vom Künstler selbst formulierter Text:
Dieses was dein Auge schauet,
ist allein zu Gottes Ehr
durch der Künstler Hand gebauet
und allhier geschenket her.
Gott von dem wir alles haben
der ersetzt die milden Gaben
welche hie zu angewandt
reichlich u. mit milder Hand.
Die Kanzel besteht aus Schalldeckel, Rückwand und Korb. Die Rückwand zeigt Christus als Weltherrscher, der Korb die vier Evangelisten Matthäus, Markus, Lukas und Johannes.
Der Schalldeckel trägt auf der Unterseite das Bild einer Taube als Symbol des Heiligen Geistes. Der umlaufende Text auf dem Rand des Schalldeckels lautet:
Heilig, heilig ist der Gott Zebaoth,
alle Lande sind seiner Ehre voll. (Jesaja 6.3)

### Altar
Über dem Altartisch befindet sich ein gerahmtes Bild, das von zwei Säulen mit korinthischen Kapitellen flankiert wird. Die Säulen tragen ein ausladendes Gebälk mit zwei Kugelvasen. Das Bild stellt das Letzte Abendmahl dar und zeigt Jesus mit seinen zwölf Jüngern. Über dem Abendmahlsbild sind in einem kleinen ovalen Rahmen drei biblische Szenen dargestellt: Grablegung, Auferstehung und Himmelfahrt Christi. Der Altartisch ist mit Bibelzitaten versehen, die sich an die Abendmahlsteilnehmer richten. Sie waren ursprünglich an den Altarschranken angebracht, die heute nicht mehr existieren.